# Fomorianie
Fomorianie (Fomorowie) – w mitologii celtyckiej rasa gigantów zamieszkujących Irlandię przed przybyciem Gaelów. Nazwa Fomorianie pochodzi od słowa "mor" oznaczającego "zjawę".

## Mitologia
Mieli oni jedną nogę i jedną rękę. 
Pierwsi najechali Irlandię ludzie Partholona, zostali oni jednak zabici przez plagę zesłaną przez Fomorian. Następnie przybyli ludzie pod wodzą Nemeda, zostali jednak zniewoleni. Trzecimi najeźdźcami byli Firbolgowie, którzy podbili Fomorian, po czym te dwie rasy żyły razem w pokoju.
Trwało to do przybycia bogów irlandzkich, którymi byli Tuatha Dé Danann. Podbili oni Firbolgów, a w Drugiej Bitwie pod Magh Tuiredh pokonali Fomorian. Mając na celu zagwarantowanie pokoju, Tuatha Dé obiecali tron jednemu z Fomorian, Bresowi. Później został on jednak obalony za tyranię i zastąpiony przez Nuadę z ludu Tuatha Dé.
Fomorianie otrzymali Connachtę. Pomiędzy nimi a Tuatha Dé zdarzały się małżeństwa. Przykładem jest historia Ériu i Elathy.

## Sławni Fomorianie
- Balor – król,
- Banba,
- Bres,
- Buarainech – ojciec Balora,
- Cethlenn – żona Balora, z którym miała córkę Ethlinn. Miasto Enniskillen w hrabstwie Fermanagh (Irlandia Północna) zostało nazwane na jej cześć. Po irlandzku Enniskillen pisze się Inis Cethlenn, co znaczy "Wyspa Cethlenn",
- Cethlion – prorokini,
- Corb,
- Elatha – ojciec Bresa, mitycznego króla Irlandii,
- Ethlinn,
- Ériu – córka Fiachy mac Delbaith, była jedną z bogiń-patronek Irlandii. Ona i jej dwie siostry - Banba oraz Fódla, pod wodzą Amergina, były pierwszymi osadniczkami w Irlandii,
- Fódla,
- Tethra.

## Kultura popularna
W toczącej się w świecie fantasy grze fabularnej Dungeons & Dragons Fomorianie są jedną z ras Giant Kin.
Zostają wspomnieni w pierwszym tomie Pana Lodowego Ogrodu, Jarosława Grzędowicza